# متلازمات شبيهة الشياخ
متلازمات الشياخ (بالإنجليزية: Progeroid syndromes)، هي مجموعة اضطرابات وراثية نادرة تحاكي الشيخوخة الفسيولوجية، وتجعل مظهر الأفراد المصابين أكبر سنًا مما هم عليه. لا يشير مصطلح متلازمة الشياخ إلى متلازمة شياخ هتشنسون غيلفورد (المعروفة بأنها مرض الشيخوخة المبكرة) فحسب؛ إذ تعتبر الثانية أحد أنواع الأولى.
يشير مصطلح الشياخ إلى الأمراض المقلدة للشيخوخة المبكرة، وهو تعريف ينطبق على مجموعة واسعة من الأمراض. يعد مرض آلزهايمر العائلي ومرض باركنسون العائلي من الأمراض المعروفة التي تؤدي إلى شيخوخة مترقية بسرعة، وهي شائعة بين الأفراد الأكبر سنًا. تؤثر الأمراض السابقة على نسيج واحد فقط، ولهذا تصنف ضمن متلازمات الشياخ أحادية النمط. يميل الشياخ القطعي، الأكثر ارتباطًا بمصطلح متلازمات الشياخ، إلى التأثير على جميع الأنسجة أو جزء منها، ولكنه لا يسبب سوى جزء من سمات التقدم بالسن لدى الأفراد المصابين.
يعتقد أن جميع الاضطرابات داخل هذه المجموعة أحادية الجين، ما يعني أنها تنجم عن تحور جين واحد فقط. تؤدي أشهر الطفرات المعروفة إلى اضطراب آليات إصلاح الحمض النووي الريبوزي منقوص الأكسجين أو تحور في بروتينات اللامين أ/ج.
تعتبر الأمراض التالية أمثلة على متلازمات الشياخ: متلازمة فيرنر ومتلازمة بلوم ومتلازمة روثموند تومسون ومتلازمة كوكاين وجفاف الجلد المصطبغ والحثل الكبريتي الشعري ومتلازمة مشتركة بين جفاف الجلد المصطبغ وكوكاين والاعتلال الجلدي الحاصر ومتلازمة هتشنسون غيلفورد (المعروفة باسم الشيخوخة المبكرة). تكون فترة حياة الأفراد المصابين بهذه الأمراض أقصر من غيرهم عادةً. خضعت متلازمات الشياخ لدراسة موسعة في مجالات الشيخوخة والتجدد والخلايا الجذعية والسرطان. درست متلازمتا فيرنر وهتشنسون غيلفورد أكثر من الباقي لأنهما الأكثر تقليدًا للشيخوخة الطبيعية.

## عيوب إصلاح الحمض النووي الريبوزي منقوص الأكسجين
تشكل الطفرات الجينية أحد الأسباب الرئيسية لمتلازمات الشياخ بسبب تأثيرها على العمليات الخلوية المشاركة في إصلاح الحمض النووي. تقترح نظرية تلف الحمض النووي للشيخوخة أن الأخيرة تنجم عن تراكم الأضرار التي تحدث للحمض النووي بشكل طبيعي. قد تنشأ الأضرار المتراكمة نتيجة التعرض لمركبات الأكسجين التفاعلية أو تفاعلات كيميائية (كعوامل الإقحام) أو الإشعاع أو التفاعلات النازعة للبيورين أو الأمين.
ارتبطت الطفرات الناشئة على حساب بروتينات إصلاح الحمض النووي الثلاثة التالية ببعض متلازمات الشياخ، وهم: هليكازات آر إي سي كيو الشبيهة بالبروتين وبروتينات ترميم استئصال النوكليوتيدات وبروتينات الغلاف النووي (اللامينات). تتضمن المتلازمات المرتبطة بالعيوب آنفة الذكر ما يلي:
- متلازمة فيرنر.
- متلازمة بلوم.
- متلازمة روثموند تومسون.
- متلازمة كوكاين.
- جفاف الجلد المصطبغ.
- الحثل الكبريتي الشعري.

### هليكازات آر إي سي كيو المرتبطة بمتلازمات الشياخ
تنتمي هليكازات آر إي سي كيو إلى عائلة هليكازات محفوظة معتمدة على الأدينوسين ثلاثي الفوسفات. يحتاج الجسم لهذه الهليكازات لإصلاح الحمض النووي وتجنب أخطاء إعادة التركيب وعدم استقرار الجينوم. ترتبط هيليكازات الحمض النووي الريبوزي منقوص الأكسجين بالشكل المزدوج منه وتشطره بشكل مؤقت. يشكل الانشطار خطوة مهمة لنسخ الجينوم خلال عملية الانقسام الخيطي، ولكن في سياق متلازمات الشياخ، يصبح دوره في إصلاح الحمض النووي التالف أساسيًا. وهكذا، تحافظ هليكازات الحمض النووي –ومنها هليكازات آر إي سي كيو- على سلامة الخلية، وترتبط عيوبها بزيادة احتمال الإصابة بالسرطان وأشكال الشياخ. ولهذا، يلاحظ ارتفاع خطر الإصابة بالسرطان لدى الأفراد المصابين بمتلازمات الشياخ الناجمة عن خلل في هليكازات آر إي سي كيو، بسبب ارتباط الأمر بعدم استقرار الجينوم وزيادة معدلات الطفرات.
يحمل البشر خمسة جينات مشفرة لهليكازات آر إي سي كيو. تؤدي عيوب هليكاز آر إي سي كيو 2/ فيرنر لمتلازمة فيرنر وهليكاز آر إي سي كيو 3/ بلوم لمتلازمة بلوم وهليكاز آر إي سي كيو4 لمتلازمة روثموند تومسون. على المستوى الخلوي، تظهر خلايا الأفراد المصابين شذوذًا صبغيًا وعدم استقرار جينومي وحساسية للعوامل المطفرة.

## الأسباب الشائعة للشيخوخة المبكرة
تتطور مظاهر الشيخوخة المبكرة لدى مرضى متلازمات هتشنسون- غليفورد وفيرنر وكوكاين. كذلك، لوحظت الشيخوخة المبكرة على بعض النماذج الحيوانية الحاملة لبعض الطفرات الوراثية. يملك كل من المرضى والنماذج الحيوانية خلفيات وراثية مختلفة، ولكنهم يعانون جميعًا من اضطراب في بنية الأنسجة/ الأعضاء نتيجةً لاضطراب حدث خلال تطورها. تقترح نظرية خلل الترميم والشيخوخة التراكمية أن اضطراب البنية النسيجية هو النقطة المشتركة بين الشيخوخة المبكرة والشيخوخة الطبيعية. تحدث الشيخوخة المبكرة نتيجة اضطراب تشكل الأنسجة بسبب وجود طفرات جينية، بينما تحدث الشيخوخة الطبيعية نتيجة تراكم الأخطاء أثناء ترميم الحمض النووي. أي تقترن عمليتا التطور والشيخوخة باضطراب عملية تشكل الأنسجة وإصلاحها.

## أسباب غير معروفة
تسمى متلازمة فيدمان- راوتنستراخ بمتلازمة الشياخ الوليدية، وهي أحد متلازمات الشياخ الموروثة بشكل جسدي متنحي. يوجد أكثر من 30 حالة مسجلة لهذه المتلازمة. يموت معظم الأفراد المتأثرين بعمر سبعة أشهر، وقد يصل البعض حتى سن المراهقة.
ترتبط متلازمة فيدمان- راوتنستراخ بخلل في نضج العظام واستقلاب الدهون والهرمونات. يتأخر نمو المصابين داخل الرحم وبعد الولادة، وهذا يسبب معاناتهم من قصر القامة وعلامات الشيخوخة منذ الولادة. يملك مرضى المتلازمة تشوهات جسدية عديدة تتضمن: كبر الرأس وتبارز أوردة فروته وامتلاك جفون مطوية إلى الداخل ويافوخ أمامي متسع وخدود مجوفة (نقص تنسج وجني) وضمور الأنسجة الدهنية تحت الجلد وتأخر بزوغ الأسنان وخلل توزع الشعر وخفته وأنوف منقارية وتخلف عقلي متنوع الشدة وتشوه بنيوي.
ما يزال سبب متلازمة فيدمان- راوتنستراخ غير معروف، ويتهم البعض اضطرابات إصلاح الحمض النووي الريبوزي منقوص الأكسجين في إحداثها.

### متلازمة روثموند تومسون
تصنف هذه المتلازمة ضمن أمراض الوراثة الجسمية المتنحية، لكنها ما تزال بحاجة لدراسة جيدة لمعرفة آليتها الإمراضية.

## السرطان
ترتبط بعض متلازمات الشياخ القطعي بزيادة خطر الإصابة بالسرطان، ومنها متلازمة فيرنر ومتلازمة بلوم ومتلازمة روثموند-تومسون ومتلازمة جفاف الجلد المصطبغ- كوكاين، ويستثنى منهم متلازمتي هتشينسون- غيلفورد ومتلازمة كوكاين.

## نماذج حيوانية
كشفت دراسات النماذج الحيوانية عن شذوذ الوظيفة الكلية للميتوكوندريا واضطراب نقل الإشارة بين المستقبلات الغشائية وخلل في البروتينات النووية المنظمة.